# Stoumont
Stoumont (Stoûmont en Wallon) est une commune francophone de Belgique située en Région wallonne dans la province de Liège, ainsi qu’une localité où siège son administration.
Stoumont fait partie du Groupement régional économique des vallées de l'Ourthe, de la Vesdre et de l'Amblève (GREOVA), fait partie de la maison du tourisme du Pays d'Ourthe-Amblève, et constitue, avec la commune de Spa, le Parc naturel des Sources.
Les habitants de Stoumont sont les Stoumontois.

## Géographie

### Situation et description du village
Le village de Stoumont domine la vallée de l'Amblève qui coule au sud puis à l'ouest. Les panoramas sur la vallée et ses hameaux depuis le village sont nombreux, dont le point de vue du Congo à l'entrée ouest du village. Stoumont est situé sur la rive droite de la rivière le long de la N.633 entre le village de La Gleize à l'est et le hameau de Targnon à l'ouest. L'imposante église Saint-Hubert construite en moellons de grès se trouve dans la partie haute du village.[réf. nécessaire]

### Situation et description de la commune
Elle occupe une partie importante de l'Amblève moyenne, des environs de la cascade de Coo à l'entrée de Remouchamps. Elle occupe en outre le bassin versant de la rivière du Roannay dont l'embouchure est située près de La Gleize, et une partie de celui de Lienne, dont l'embouchure est située près de Targnon. Elle tire la majeure partie de ses revenus de l'exploitation forestière et du tourisme. En 2011, elle était la onzième commune la moins densément peuplée de Belgique.
| Aywaille  | Theux, Spa           |          |
| Ferrières | Stoumont             | Stavelot |
| Manhay    | Lierneux,Trois-Ponts |          |

### Sections de commune
| # | Nom       | Superf. (km²) | Habitants (2020) | Habitants par km² | Code INS |
| - | --------- | ------------- | ---------------- | ----------------- | -------- |
| 1 | Stoumont  | 19,63         | 472              | 24                | 63075A   |
| 2 | La Gleize | 41,63         | 1.210            | 29                | 63075B   |
| 3 | Rahier    | 14,31         | 335              | 23                | 63075C   |
| 4 | Chevron   | 20,03         | 778              | 39                | 63075D   |
| 5 | Lorcé     | 12,96         | 379              | 29                | 63075E   |

### Villages et hameaux
La commune de Stoumont compte une quarantaine de villages et hameaux.
- Chevron : Bierleux, Bru, Chauveheid, Habiémont, Les Forges, Neucy, Neuville, Oufny, Picheux.
- La Gleize : Andrimont, Beauloup, Borgoumont, Cour, Cheneux, Chevrouheid, Exbomont, Hassoumont, Heilrimont, Le Rosier, La Venne, Monceau, Moulin du Ruy, Moustier, Roanne, Roanne-Coo, Roumez, Ruy.
- Lorcé : Chession, Naze, Targnon.
- Rahier : Froidville, Martinville, Meuville, Xhierfomont.
- Stoumont : Monthouet, Roua.

## Démographie

### Démographie: Avant la fusion des communes
- Source: DGS recensements population

### Démographie: Commune fusionnée
En tenant compte des anciennes communes entraînées dans la fusion de communes de 1977, on peut dresser l'évolution suivante:
Les chiffres des années 1831 à 1970 tiennent compte des chiffres des anciennes communes fusionnées.
- Source: DGS , de 1831 à 1981=recensements population; à partir de 1990 = nombre d'habitants chaque 1 janvier[1]

## Histoire
- 1098 : naissance de Wibald de Stavelot[2] à Chevrouheid.
- Sous l'ancien Régime, la région faisait partie de la principauté abbatiale de Stavelot - Malmedy.
- C'est entre Stoumont et le village de La Gleize que fut arrêtée les 18 et 19 décembre 1944 au cours de la bataille des Ardennes, la colonne nord (Colonne Joachim Peiper) de l'offensive allemande. D'intenses combats de chars eurent lieu au sein même du village de La Gleize, et des corps à corps dans les prairies environnantes. La principale unité américaine engagée fut la célèbre 82e Div. Un tank et un musée situés en face de l'église de La Gleize commémorent cet événement, ainsi qu'une stèle place de l'église à Cheneux.

## Héraldique
|  | La commune possède des armoiries qui lui ont été octroyées le 5 janvier 1925. Les armoiries actuelles ne semblent pas avoir été octroyées officiellement. Ce sont celles de la famille Froidcourt, premiers seigneurs connus de Stoumont. Elles apparaissent aussi sur le sceau du conseil local en 1537. En 1925, elles étaient blasonnées : « D'or à la bande de gueules et à la bordure du même. L'écu sommé d'un buste de la Vierge tenant l'Enfant Jésus sur le bras senestre, le tout d'argent ». Blasonnement : D'or à la bande de gueules et à la bordure du même. Source du blasonnement : Heraldy of the World. |

## Politique et administration

### Collège et conseil communal 2024-2030
| Collège communal  |                   |                   |
| ----------------- | ----------------- | ----------------- |
| Bourgmestre       | Didier Gilkinet   | PS - VivrEnsemble |
| 1er Échevin       | Philippe Goffin   | PS - VivrEnsemble |
| 2e Échevine       | Vanessa Labruyère | PS - VivrEnsemble |
| 3e Échevine       | Yvonne Vannerum   | PS - VivrEnsemble |
| Président du CPAS | Albert André      | PS - VivrEnsemble |

### Jumelage
Ervy-le-Châtel (France) depuis 2005

## Patrimoine et culture

### Patrimoine et tourisme

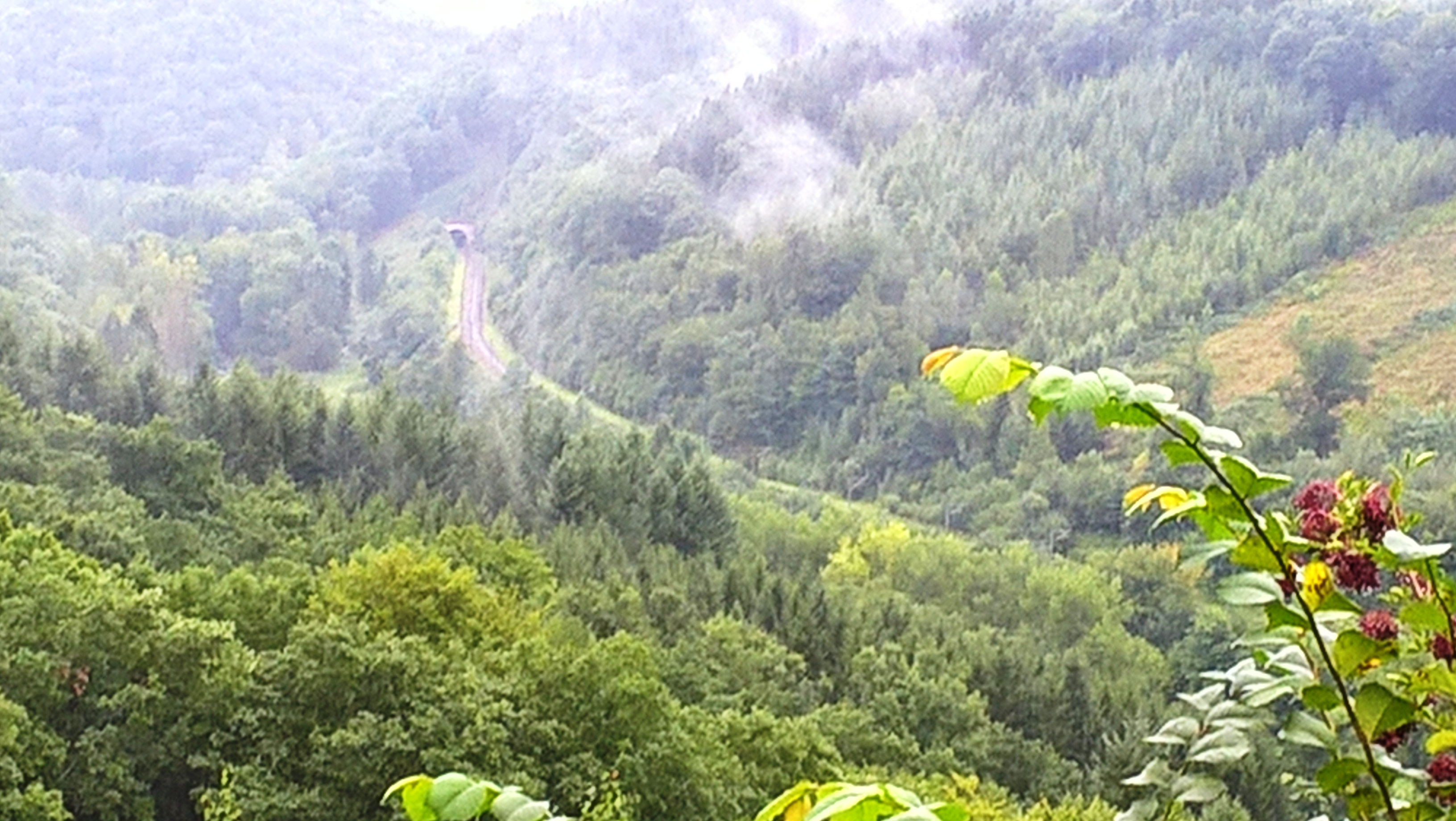
Point de vue Congo.

Commune rurale très vallonnée au relief accidenté qui varie entre 150 mètres (lit de l'Amblève) et 550 mètres, elle offre de magnifiques panoramas de prairies et d'étendues boisées, sillonnés par l'Amblève notamment près du château de Froidcourt dominant la rivière ou au village de Lorcé, au lieu-dit du Congo ou encore aux hameaux de Roua et de Monthouet (amphithéâtre naturel sur la route de Spa). 
Les Fonds de Quareux sur l'Amblève et la Chefna, un petit affluent de l'Amblève parallèle au Ninglinspo sont encore d'autres lieux touristiques très fréquentés en période estivale. De nombreuses promenades pédestres sont possibles notamment à la Vecquée, à Monthouet, à la Chefna, à la Picherotte...
De par son caractère vallonné et boisé, la région de Stoumont présente de magnifiques paysages, parmi les plus beaux de Belgique certainement.
Deux sentiers de Grande Randonnée passent également sur la Commune (GR 5, GR 571).
Le patrimoine religieux de la commune est constitué de plusieurs édifices datant du XVIIe siècle ou avant comme l'église Saint-Paul de Rahier, l'église Saint-Georges de Lorcé, la chapelle Sainte-Anne de Stoumont et la chapelle Saint-Gilles de Chauveheid.
Le patrimoine civil s'illustre notamment par le remarquable Sanatorium de Borgoumont, inauguré en 1903. 
Voir aussi la liste du patrimoine immobilier classé de Stoumont.

## Économie
Stoumont possède des sources d'eaux minérales naturellement gazeuses qui jaillissent de son sous-sol au lieu-dit Bru, à Chevron. Pour des questions de logistique, ces eaux sont embouteillées un peu plus haut, au village de Lorcé à proximité de l'autoroute E25 qui relie Liège à Luxembourg.

### Transports publics
La commune est notamment desservie par la ligne de bus Ligne de bus 142 du TEC Liège-Verviers Esneux/Gouvy.